# 格瑞那達簽證政策

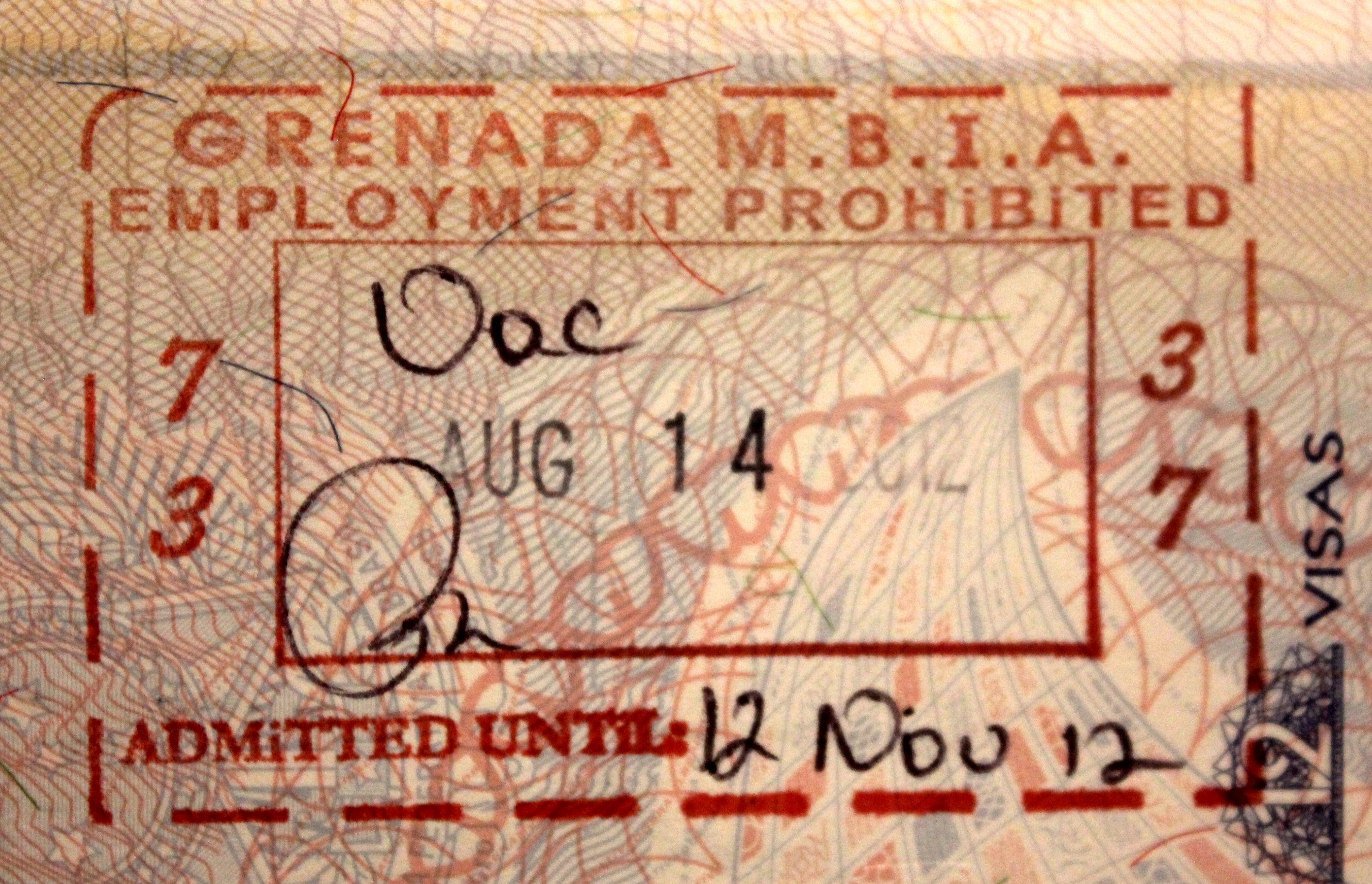
格林納達入境章

外國公民入境 格瑞那達前必須從格瑞那達使領館處取得签证，某些情形下簽證亦可從英國使領館處取得。而享有豁免簽證或落地簽證資格的國家的公民則無需申請簽證，即可前往格瑞那達。乘坐邮轮的游客无论国际，均可在格林纳达免签证停留最多24小时。

## 分布地圖

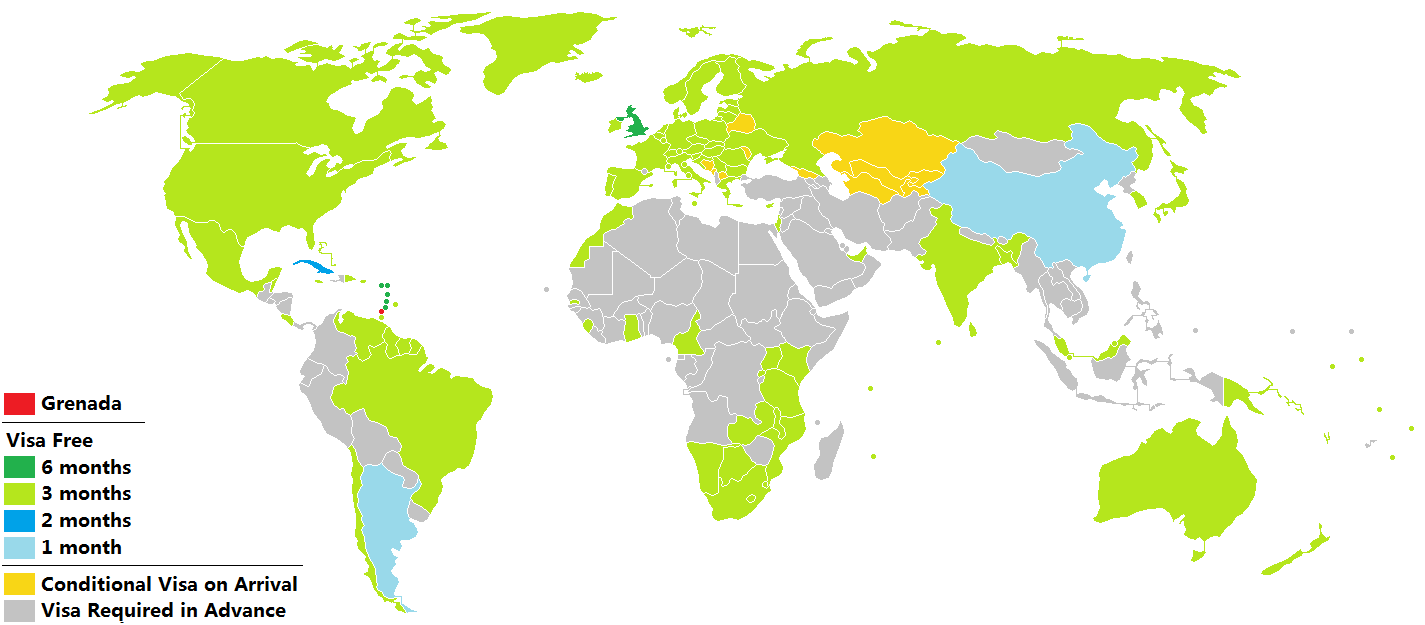
格瑞那達簽證政策

## 免簽證
自由進出停留
| - 安地卡及巴布達 - 多米尼克 - 圣基茨和尼维斯 - 圣卢西亚 |

6個月
持有 英国護照或出生證明的人無需簽證即可進入格林納達，最長停留時間為6個月，此项適用於所有類別的英國护照。但是，使用其出生證明的英國國民（不包括英國海外領土的蒙特塞拉特公民）只能停留3個月。
3個月
以下97個國家/地區簽發的護照無需簽證即可進入格林納達，最長停留時間為3個月（除非另有說明），可以在格林納達的移民局申請延長居留。
| - 欧盟公民1 - 阿根廷（30天） - 巴哈马 - 巴西 - 布吉納法索 - 喀麦隆 - 加拿大2 - 智利 - 中华人民共和国（30天） - 古巴（60天） | - 香港 - 冰島 - 印度 - 以色列 - 牙买加 - 日本 - 基里巴斯 - 賴索托 - 列支敦斯登 - 澳門 - 马拉维 - 马来西亚 - 馬爾地夫 | - 模里西斯 - 墨西哥 - 摩納哥 - 摩洛哥 - 莫桑比克 - 纳米比亚 - 瑙鲁 - 新西兰 - 挪威 - 俄羅斯 - 卢旺达 - 萨摩亚 - 圣马力诺 - 塞舌尔 - 新加坡 - 所罗门群岛 | - 南非 - 斯里蘭卡 - 苏里南 - 瑞士 - 坦桑尼亚 - 千里達及托巴哥 - 乌干达 - 阿联酋 - 美国2 - 梵蒂冈 - 委內瑞拉 - 尚比亞 |  |

1 - 英國公民除外

2 - 也適用於持有出生證明和帶照片的身份證，但是從美國出發時需要護照。

非普通護照
只有海地的外交、公務和官方護照持有人不需要簽證。

## 有条件落地签证
以下14個國家/地區的公民持有許可函，可以在抵達後申請落地簽證。
| - 白俄羅斯 - 摩尔多瓦 | - 蒙特內哥羅 - 北馬其頓 - 塞爾維亞 - 乌克兰 |  |